# Жамбын Пурэв
Жамбын Пурэв (монг. Жамбын Пүрэв; 18 февраля 1921, сомон Хайрхандулаан аймака Уверхангай, Монголия — 4 апреля 2011) — монгольский писатель
, эссеист, историк, педагог, политический и государственный деятель, заслуженный деятель культуры МНР, лауреат Государственной премии Монголии (1984).

## Биография
Родился в семье пастухов. Обучался в монастыре, где изучал тибетский буддизм. В 1937 году приехал в Улан-Батор, работал рабочим на обувной фабрике. В 1939 году был призван в Монгольскую народно-революционную армию. После окончил офицерскую школу.
Член Монго́льской наро́дно-революцио́нной па́ртии. В 1943 году поступил в Институт по подготовке партийных кадров, Учился в Монгольском госуниверситете. Окончил высшие курсы Литературный институт имени А. М. Горького в Москве.
Работал преподавателем истории в Монгольском госуниверситете, председателе парткома, вторым секретарём горкома г. Улан-Батор, заместителем министра финансов МНР, начальником Главного управления госфондов, начальником Главного управления печати и литературного контроля, председателем парткома при Министерстве культуры МНР. Ушел в отставку в 1982 году, позже работал старшим научным сотрудником в Институте истории МНР, литературным сотрудником газеты «Унэн», в Комитете Министерства образования и культуры Монголии.

## Творчество
Печатался с 1950 года. Автор 30 романов, 22 повестей, в том числе исторических, 40 эссе, ряда статей и заметок.

## Избранная библиография
1. Хөгжмийн эгшиг 1967 он
2. Аянга 1968 он
3. Гурван зангилаа 1971 он
4. Ундрах инженер 1975 он
5. Аадар бороо 1977 он
6. Мянган захидал 1980 он
7. Зүрхний хилэн 1983 он
8. Манан будан 1988 он
9. Сэтгэлийн дуулал 1991 он
10. Сүмбэр хангай өршөөсөн заяа 1994 он
11. Алтан очирт титэм 1996 он
12. Гамшиг зовлон 1996 он
13. Бүргэд харьд үүрлэдэггүй 1998 он
14. Хөшөө чулууны захиас 1999 он
15. Чонын үүр 2001 он
16. Гэмшилухаарал 2001 он
17. Буруу харсан хатиг 2001 он
18. Боржин цохио доргилоо 2002 он
19. Нууцалсан тайлан 2002 он
20. Хүн чулуу 2003 он
21. Хубилай хаан 2003 он
22. Ичих нүүргүй ертөнц 2003 он
23. Нүгэл нүглээ дагадаг 2003 он
24. Босоо ороолон 2004 он
25. Үхээрийн сүнс 2004 он
26. Мөхөлтэй өрсөлдсөн он жил 2005 он
27. Шуналын ян 2005 он
28. Их өргөөний голомт 2006 он
29. Үнэний эрэлд 2007 он

## Награды
- Орден Сухэ-Батора
- Орден Полярной звезды (Монголия) (дважды)
- орден Трудового Красного Знамени (Монголия) (дважды)
- медали МНР
- Государственная премия МНР (1984)
- Заслуженный деятель культуры МНР
- Премия Союза сценаристов Монголии